# Kiel (Wisconsin)
Kiel – miasto w Stanach Zjednoczonych, w stanie Wisconsin, w hrabstwie Manitowoc.